# 细裂蝇子草
细裂蝇子草（学名：Silene suaveolens）是石竹科蝇子草属的植物。分布在吉尔吉斯、蒙古、阿富汗、塔吉克、哈萨克斯坦以及中国大陆的新疆等地，生长于海拔1,200米至1,700米的地区，多生于草地，目前尚未由人工引种栽培。

## 异名
- Melandrium suaveolens (Kar. et Kir.) Schischk.